# Àlgebra sobre un cos
En matemàtiques, un àlgebra sobre un cos és un espai vectorial proveït amb un producte vectorial bilineal. És a dir, és
una estructura algebraica que consta d'un espai vectorial juntament amb una operació, normalment anomenada multiplicació, que combina dos vectors qualssevol per formar un tercer vector; per qualificar-se com a àlgebra, aquesta multiplicació ha de satisfer certs axiomes de compatibilitat amb l'estructura espacial vectorial donada, com la propietat distributiva. En altres paraules, una àlgebra sobre un cos és un conjunt juntament amb operacions de multiplicació, suma, i multiplicació per un escalar del cos.
Es pot generalitzar aquesta idea canviant el cos d'escalars per un anell commutatiu, i així es defineix una àlgebra sobre un anell.
Alguns autors fan servir el terme "àlgebra" per dir un "àlgebra associativa" unitària, però aquest article no exigirà ni associativitat ni una unitat.

## Definició i motivació

### Primer exemple: Els nombres complexos
Qualsevol nombre complex es pot escriure a + bi, on a i b són nombres reals i i és la unitat imaginària. En altres paraules, un nombre complex es representa pel vector (a, b) sobre el cos dels nombres reals. Així els nombres complexos formen un espai vectorial real bidimensional, on l'addició ve donada per (a, b) + (c, d) = (a+c, b+d) i la multiplicació per un escalar ve donada per c (a, b) = (ca, cb), on tots els a, b, c i d són nombres reals. Es fa servir el símbol · per multiplicar dos vectors entre ells, es fa servir la multiplicació de nombres complexos per definir: (a, b) · (c, d) = (ac−  bd, ad+ bc).
Les afirmacions següents són propietats bàsiques dels nombres complexos. Sia x, y, z nombres complexos, i sia a, b nombres reals.
- (x + y) · z = (x · z) + (y · z). En altres paraules, multiplicar un nombre complex per la suma d'altres dos nombres complexos, és el mateix que multiplicar per cada nombre, i llavors sumar-se.
- (ax) · (by) = (ab)(x · y). Això mostra que la multiplicació complexa és compatible amb la multiplicació escalar pels nombres reals.

Aquest exemple encaixa en la definició següent prenent el cos K dels nombres reals, i l'espai vectorial A dels nombres complexos.

### Definició
Sia K un cos, i sia A un espai vectorial sobre K proveït amb una operació binària addicional de A × A a A, notada aquí per · (és a dir si x i y són dos elements qualssevol de A, x · y és el producte de x i y). Llavors A és una àlgebra sobre K si les identitats següents es compleixen per a tres elements qualssevol x, y, i z de A, i tots els elements ("escalars") a i b de K:
- Propietat distributiva per l'esquerra: (x + y) · z = x · z + y · z
- Propietat distributiva per la dreta: x · (y + z) = x · y + x · z
- Compatibilitat amb escalars: (ax) · (by) = (ab)(x · y).

Aquests tres axiomes són una forma de dir que l'operació binària sigui bilineal. Una àlgebra sobre K de vegades també s'anomena un k àlgebra, i K s'anomena el cos base de A. L'operació binària es tracta sovint com multiplicació en A. La convenció adoptada en aquest article és que la multiplicació d'elements d'una àlgebra no és necessàriament associativa, encara que alguns autors utilitzen el terme àlgebra per referir-se a una àlgebra associativa.
Fixeu-vos que quan una operació binària en un espai vectorial és commutativa, com en l'exemple citat dels nombres complexos, la propietat distributiva per l'esquerra es compleix sempre que es compleix per la dreta. Però en general, per a operacions no commutatives (com el pròxim exemple dels quaternions), no són equivalents, i per això s'exigeixen axiomes separats.

### Un exemple motivador: quaternions
Els nombres reals es poden veure com un espai vectorial de dimensió u amb una multiplicació compatible, i per això una àlgebra unidimensional sobre si mateix. S'ha vist més amunt que els nombres complexos formen un espai vectorial de dimensió dos sobre el cos dels nombres reals, i per això formen una àlgebra de dimensió sobre els reals. En aquests dos exemples, tots els vectors no nuls tenen un invers. És natural demanar si es pot definir de forma similar una multiplicació sobre un espai vectorial real de dimensió tres tal que tots els elements diferents de zero tinguin un invers. La resposta és no.
No obstant això, el 1843, es varen definir els quaternions, Aquests varen proporcionar l'ara famós exemple de dimensió quatre d'una àlgebra sobre els nombres reals, on es pot no solament multiplicar vectors, sinó també dividir-los. Qualsevol quaternió es pot escriure com (a, b, c, d) = a + bi + cj + dk. A diferència dels nombres complexos, els quaternions són un exemple d'una àlgebra no commutativa, perquè (0,1,0,0) · (0,0,1,0) = − (0,0,1,0) · (0,1,0,0). La motivació inicial per estudiar els quaternions era generalitzar el concepte d'holomorfisme més enllà del pla complex, encara que els quaternions fracassen en fer-ho donat que el conjugat d'un quaternió es pot expressar com a combinació algebraica del quaternió mateix juntament amb les unitats quaterniòniques i, j i k.

## Conceptes bàsics

### Homomorfismes d'àlgebra
Donades K -àlgebres A i B, un K -àlgebra homomorfisme és una aplicació K-lineal de 'f : A → B tal que f (xy)) =  f(x) f(y) per a tot x,y en A. L'espai de totes les K-àlgebra homomorfismes s'escriu freqüentment com
{\displaystyle \mathbf {Hom} _{K{\text{-alg}}}(A,B).}
Un K-àlgebra isomorfisme és una funció bijectiva K-àlgebra morfisme. Per a tots els propòsits pràctics, les àlgebres isomorfes difereixen només en la notació.

### Subàlgebres i ideal
Una subàlgebra d'una àlgebra sobre un cos K, és un subespai vectorial que té la propietat que el producte de dos qualssevol dels seus elements és una altra vegada del subespai. En altres paraules, una subàlgebra d'una àlgebra és un subconjunt d'elements que és tancat sota addició, multiplicació, i multiplicació per un escalar. En símbols, es diu que un subconjunt L d'una K -àlgebra A és una subàlgebra si per cada x, y de L i c de K, es té que x · y, x + y, i cx pertanyen a L.
En l'exemple citat dels nombres complexos vistos com a àlgebra bidimensional sobre els nombres reals, la recta real unidimensional és una subàlgebra.
Un ideal per l'esquerra d'una K -àlgebra és un subespai vectorial que té la propietat que qualsevol element del subespai multiplicat per l'esquerra per qualsevol element de l'àlgebra produeix un element del subespai. En símbols, diem que un subconjunt L d'una K -àlgebra A és un ideal per l'esquerra si per cada x i y de L, z de A i c de K, es compleixen les següents tres afirmacions.
- 1) x + y pertany a L (L és tancat sota addició)
- 2) cx és de L (L és tancat sota multiplicació escalar)
- 3) z · x és de L (L està tancat sota multiplicació per l'esquerra per elements arbitraris).

Si (3) es substitueix per x · z és de L, llavors això definiria un ideal per la dreta. Un ideal bilateral és un subconjunt que és ideal tant per l'esquerra com per la dreta. El terme ideal en si mateix normalment es considera que significa un ideal bilateral. Naturalment quan l'àlgebra és commutativa, llavors tots aquests conceptes d'ideal són equivalents. Compte que les condicions (1) i (2) juntes són equivalent a L és un subespai vectorial de A. Se segueix de la condició (3) que tot ideal per l'esquerra o per la dreta és una subàlgebra.
És important adonar-se que aquesta definició és diferent de la definició d'un ideal d'un anell, ja que aquí s'exigeix la condició (2). Naturalment si l'àlgebra és unitària, llavors la condició (3) implica la condició (2).

### Extensió d'escalars
Si es té una extensió de cos F/K, que és un cos més gran F que conté K, llavors hi ha una manera natural de construir una àlgebra sobre F a partir de qualsevol àlgebra sobre K. És la mateixa construcció que es fa servir per fer un espai vectorial sobre un cos més gran, és a dir el producte tensorial {\displaystyle V_{F}:=V\otimes _{K}F}. Així si A és una àlgebra sobre K, llavors {\displaystyle A_{F}} és una àlgebra sobre F.

## Classes d'àlgebres i exemples
Les àlgebres sobre un cos són de molts tipus diferents. Aquests tipus s'especifiquen insistint en altres axiomes, com la commutativitat o l'associativitat de l'operació multiplicació, que no s'exigeixen en la definició general d'una àlgebra. Les teories que corresponen als tipus diferents d'àlgebres sovint són molt diferents.

### Àlgebres associatives
- l'àlgebra de tota matrius n -per- n sobre el cos (o anell commutatiu) K. Aquí la multiplicació és la multiplicació de matrius corrent.
- àlgebres de grup, on un grup serveix com a base de l'espai vectorial i la multiplicació d'àlgebra estén la multiplicació de grup.
- l'àlgebra commutativa K [x] de tots els polinomis sobre K.
- àlgebres de funcions, com la R-àlgebra de totes les funcions contínues amb valors reals definides en l'interval [0,1], o la C-àlgebra de totes les funcions holomòrfiques definida en algun conjunt obert fix al pla complex. Aquestes són també commutatives.
- Àlgebres d'incidència es construeixen en certs conjunts parcialment ordenats.
- Àlgebres d'operadors lineals, per exemple en un Espai de Hilbert. Aquí la multiplicació d'àlgebra ve donada per la composició d'operadors. Aquestes àlgebres també porten una topologia; moltes es defineixen en un espai de Banach subjacent que les converteix en àlgebres de Banach. Si també es dona una involució, s'obtenen B*-àlgebres i C*-àlgebres. Aquestes s'estudien en anàlisi funcional.

### Àlgebres no associatives
Una àlgebra no associativa(o àlgebra distributiva) sobre un cos K és un K espai vectorial A proveït amb una K-aplicació bilineal {\displaystyle A\times A\rightarrow A}. Hi ha aplicacions de multiplicació per l'esquerra i per la dreta
{\displaystyle L_{a}:x\mapsto ax} and {\displaystyle R_{a}:x\mapsto xa}. L'àlgebra envolvent de A és la subàlgebra de tots els K-endomorfismes de A generats per les aplicacions multiplicació.
Una àlgebra és unitària si té una unitat o element d'identitat I amb Ix = x = xI per a tot x de l'àlgebra.
Les classes més conegudes d'àlgebres no associatives són les que són gairebé associatives, és a dir, en les quals alguna equació simple constreny les diferències entre els diferents cantons de multiplicació d'elements. Aquests inclouen:
- Àlgebra de Lie que és anticommutativa, per a la qual s'exigeix xx = 0 i la identitat de Jacobi (xy)z + (yz)x + (zx)y = 0. Per a aquestes àlgebres el producte s'anomena el claudàtor de Lie i s'escriu convencionalment [x,y] en comptes de xy. Els exemples inclouen:
  - Espai euclidià R3 amb la multiplicació donada pel producte vectorial (amb K el cos R de nombres reals);
  - àlgebres de cossos vectorials en una varietat diferenciable (si K és R o els nombres complexos C) o una varietat algebraica (per a K en general);
  - cada àlgebra associativa dona lloc a una àlgebra de Lie fent servir el commutador com claudàtor de Lie. De fet totes les àlgebres de Lie es poden construir d'aquesta manera, o són una subàlgebres d'una àlgebra de Lie construïda així.

- Àlgebres de Jordan que són commutatives i satisfan la propietat de Jordan (xy)x² = x (yx ²) i també xy = yx.
  - cada àlgebra associativa sobre un cos de característica diferent de 2 dona lloc a una àlgebra de Jordan definint una multiplicació nova x*y = (1/2)(xy+yx). A diferència del cas d'Àlgebra de Lie, no totes les àlgebres de Jordan es poden construir d'aquesta manera. Les que es pot s'anomenen especials.

- Àlgebres alternatives, per a les quals s'exigeix que (xx)y = x(xy) i (yx)x = y(xx). Els exemples més importants són els octonions (una àlgebra sobre els reals), i generalitzacions dels octonions sobre altres cossos. (Òbviament totes les àlgebres associatives són alternatives.) Fins a l'isomorfisme l'única alternativa real de dimensió finita, les àlgebres de divisió (vegeu més avall) són els reals, complexos, quaternions i octonions.

- àlgebres amb associativitat de les potències, per a les quals s'exigeix que xmxn = xm+n, on m ≥ 1 i n ≥ 1. (Aquí formalment es defineix xn recursivament com x(xn−1).) Els exemples inclouen totes les àlgebres associatives, totes les àlgebres alternatives, i els sedenions.

Aquestes propietats es relacionen perquè associatiu implica alternativa implica associativitat de les potències; commutatiu i associatiu implica Jordan implica associativitat de les potències. Cap de les implicacions contràries no es compleix.

## Àlgebres i anells
La definició d'una K -àlgebra associativa amb unitat freqüentment també es dona d'una manera alternativa. En aquest cas, una àlgebra sobre un cos K és un anell A juntament amb un homomorfisme d'anell
{\displaystyle \eta \colon K\to Z(A),}
on Z(A) és el centre de A. Si η és un morfisme d'anell, llavors s'ha de tenir, que o bé A és l'anell trivial, o bé η és injectiu. Aquesta definició és equivalent a la de damunt, amb la multiplicació per un escalar
{\displaystyle K\times A\to A}
donada per
{\displaystyle (k,a)\mapsto \eta (k)a.}
Donades dues K -àlgebres associatives unitàries A i B, un K -àlgebra morfisme unitari f: A → B és un morfisme d'anell que commuta amb la multiplicació per un escalar definida per η, que es pot escriure com
{\displaystyle f(ka)=kf(a)}
per a tot {\displaystyle k\in K} i {\displaystyle a\in A}. En altres paraules, el diagrama següent commuta:
{\displaystyle {\begin{matrix}&&K&&\\&\eta _{A}\swarrow &\,&\eta _{B}\searrow &\\A&&{\begin{matrix}f\\\longrightarrow \end{matrix}}&&B\end{matrix}}}

## Coeficients d'estructura
Per a àlgebres sobre un cos, la multiplicació bilineal de A × A en A queda completament determinada per la multiplicació d'elements de la base de A.
Un cop s'ha estat escollit una base per A, els productes d'elements de base es poden posar arbitràriament, i llavors estendre's d'una manera única a un operador bilineal sobre A, és d dir de manera que la multiplicació que resulta satisfaci els lleis d'àlgebra.
Així, donat el cos K, qualsevol àlgebra es pot especificar fins a l'isomorfisme donant la seva dimensió (n), i especificant n3 coeficients d'estructura c i,j,k, que són escalars.
Aquests coeficients d'estructura determinen la multiplicació a A mitjançant la regla següent:
{\displaystyle \mathbf {e} _{i}\mathbf {e} _{j}=\sum _{k=1}^{n}c_{i,j,k}\mathbf {e} _{k}}
on e1...,en formen una base de A.
L'únic requisit sobre els coeficients d'estructura és que, si la dimensió n és infinita, llavors aquesta suma sempre ha de convergir (en qualsevol sentit que sigui apropiat per a la situació).
Fixeu-vos tanmateix que uns quants conjunts diferents de coeficients d'estructura poden causar a àlgebres isomorfes.
Quan l'àlgebra es pot dotar d'una mètrica, llavors els coeficients d'estructura s'escriuen amb sobreíndexs i subíndexs, per tal de distingir les seves propietats de transformació sota transformacions coordenades. Específicament, els subíndexs són índexs covariants, i transformen mitjançant pullbacks, mentre que els sobreíndexs són contravariants, transformant sota pushforwards. Així, en física matemàtica, els coeficients d'estructura s'escriuen sovint c i,j k , i la regla que els defineix s'escriu fent servir la notació d'Einstein com
eiej = ci,jkek.
Si s'aplica això als vectors escrits en la notació d'índex, llavors això esdevé
(xy)k = ci,jkxiyj.
Si K és només un anell commutatiu i no un cos, llavors el mateix procés funciona si A és un mòdul lliure sobre K. Si no ho és, llavors la multiplicació està completament determinada tanmateix per la seva acció en un conjunt que abraça A; tanmateix, les constants d'estructura no es poden especificar arbitràriament en aquest cas, i sabent només les constants d'estructura no s'especifica l'àlgebra fins a l'isomorfisme.

## Classificació d'àlgebres de dimensió baixa
Les àlgebres associatives unitàries bidimensionals, tridimensionals i de dimensió quatre sobre el cos dels nombres complexos varen ser classificades completament fins a l'isomorfisme per Eduard Study.
Existeixen dues àlgebres bidimensionals. Cada àlgebra consta de combinacions lineals (amb coeficients complexos) de dos elements de base, 1 (la unitat) i a. Segons la definició d'una unitat
{\displaystyle \textstyle 1\cdot 1=1\,,\quad 1\cdot a=a\,,\quad a\cdot 1=a\,.}
Queda per especificar
{\displaystyle \textstyle aa=1} per a la primera àlgebra,
{\displaystyle \textstyle aa=0} per a la segona àlgebra.
Existeixen cinc àlgebres tridimensionals. Cada àlgebra consta de combinacions lineals de tres elements, 1 (la unitat) a i b. Tenint en compte la definició d'una unitat, és suficient d'especificar
{\displaystyle \textstyle aa=a\,,\quad bb=b\,,\quad ab=ba=0} per a la primera àlgebra,
{\displaystyle \textstyle aa=a\,,\quad bb=0\,,\quad ab=ba=0} per a la segona àlgebra,
{\displaystyle \textstyle aa=b\,,\quad bb=0\,,\quad ab=ba=0} per a la tercera àlgebra,
{\displaystyle \textstyle aa=1\,,\quad bb=0\,,\quad ab=-ba=b} per a la quarta àlgebra,
{\displaystyle \textstyle aa=0\,,\quad bb=0\,,\quad ab=ba=0} per a la ciqnuena àlgebra.
La quarta àlgebra és no commutativa, les altres són commutatives.